# Tidnings AB Marieberg
Tidnings AB Marieberg är ett svenskt förvaltningsbolag inom dagstidningar och som agerar moderbolag till Dagens Nyheter, Expressen, Göteborgs-Tidningen/GT, Helsingborgs Dagblad, Kvällsposten och Sydsvenskan. Förvaltningsbolag grundades 1898 och kontrolleras av Bonnier AB.

## Historik
Själva bolaget har sitt ursprung i Dagens Nyheters Aktiebolag, grundat 1874. 1986 bytte Dagens Nyheter AB namn till Tidnings AB Marieberg och blev koncernbolag.
Marieberg var tidigare noterat på Stockholmsbörsen, men ägandet dominerades av Bonniersfären som hade nästan hälften av aktiekapitalet och 75 procent and rösterna. År 1998 köpte Bonnierföretagen ut de övriga ägarna och konsoliderade sitt medieägande.
Huvudverksamheten var Stockholmstidningarna Dagens Nyheter och Expressen. Under början av 1990-talet började Marieberg även köpa aktier i Sydsvenska Dagbladet. Från 1994 blev Sydsvenskan helägt och efter att iDag-projektet lagts ner blev även Kvällsposten helägd. Dessutom hade Marieberg minoritetsposter i utländska tidningar som polska Super Express, lettiska Diena, finländska Aamulehti och norska Bergens Tidene.
Utöver tidningarna ägdes även närliggande verksamheter som tryckerier, förlag, fastigheter, Pressens Bild och elektroniska informationstjänster.
Även servettföretaget Duni ingick i Marieberg och stod för en stor del av omsättningen. Hälften av företaget avyttrades 1997 till private equity-bolaget EQT, som år 2001 blev helägare.

## Dagstidningar och dotterbolag
Ekonomisk statistik från 2017 års bokslut och alla summor är i svenska kronor.
| Bolag                            | Tidning              | Omsättning                            | Rörelseresultat                       | Vinst efter skatt                     | Tillgångar                            | Eget kapital                          |                                       |
| -------------------------------- | -------------------- | ------------------------------------- | ------------------------------------- | ------------------------------------- | ------------------------------------- | ------------------------------------- | ------------------------------------- |
| AB Dagens Nyheter                | Dagens Nyheter       | ▼ 1,508 miljarder                     | ▲ 4,096 miljoner                      | ▲ 6,422 miljoner                      | ▼ 1,353 miljarder                     | ▲ 711,931 miljoner                    | [ 8 ]                                 |
| AB Kvällstidningen Expressen     | Expressen            | ▲ 1,457 miljarder                     | ▲ 27,082 miljoner                     | ▼ 6,24 miljoner                       | ▼ 756,238 miljoner                    | ▼ 186,45 miljoner                     | [ 9 ]                                 |
| GT/Göteborgs-Tidningen AB        | GT                   | Ingår i AB Kvällstidningen Expressen. | Ingår i AB Kvällstidningen Expressen. | Ingår i AB Kvällstidningen Expressen. | Ingår i AB Kvällstidningen Expressen. | Ingår i AB Kvällstidningen Expressen. | Ingår i AB Kvällstidningen Expressen. |
| Helsingborgs Dagblad Aktiebolag  | Helsingborgs Dagblad | ▬ 0                                   | ▲ -109 000                            | ▲ 3,67 miljoner                       | ▼ 111,768 miljoner                    | ▲ 108,359 miljoner                    | [ 10 ]                                |
| Kvällsposten AB                  | Kvällsposten         | Ingår i AB Kvällstidningen Expressen. | Ingår i AB Kvällstidningen Expressen. | Ingår i AB Kvällstidningen Expressen. | Ingår i AB Kvällstidningen Expressen. | Ingår i AB Kvällstidningen Expressen. | Ingår i AB Kvällstidningen Expressen. |
| Sydsvenska Dagbladets Aktiebolag | Sydsvenskan          | ▼ 750,844 miljoner                    | ▲ -92,033 miljoner                    | ▼ 218 000                             | ▼ 833,475 miljoner                    | ▲ 313,635 miljoner                    | [ 11 ]                                |